# Romance and Roughhouse
Romance and Roughhouse (o Romance and Rough House) è un cortometraggio muto del 1916 diretto da Lawrence Semon (Larry Semon).

## Produzione
Il film fu prodotto dalla Vitagraph Company of America.

## Distribuzione
Distribuito dalla General Film Company, il film - un cortometraggio in una bobina - uscì nelle sale cinematografiche statunitensi l'11 agosto 1916. Ne venne fatta una riedizione distribuita sul mercato americano il 17 maggio 1920.
Non si conoscono copie ancora esistenti della pellicola che viene considerata presumibilmente perduta.